# Sycon vigilans
Sycon vigilans är en svampdjursart som beskrevs av Sarà och Gaino 1971. Sycon vigilans ingår i släktet Sycon och familjen Sycettidae.
Artens utbredningsområde är havet utanför Italien. Inga underarter finns listade i Catalogue of Life.